# 4x4 (canción)
«4x4» es una canción interpretada por los cantantes estadounidense Miley Cyrus y Nelly, incluida en su cuarto álbum de estudio Bangerz, de 2013. Se lanzó oficialmente el 13 de enero de 2014 como el segundo sencillo promocional del álbum en los Países Bajos, después de «On My Own», a pesar de que antes de tomar esta decisión, el tema había sido elegido para ser el cuarto sencillo oficial del álbum, pero por problemas de agenda de Cyrus, provocados primordialmente por su gira internacional Bangerz Tour, el tema no pudo llegar a ser lanzado como tal. Los compositores de la canción fueron Cornell Hayes, Jr., Miley Cyrus, Pharrell Williams, mientras que el último la produjo. Es una canción pop con influencias del hip hop y la música country, y habla acerca de la diversión a través de la metáfora de un camión 4x4. La canción sirvió como sample para el sencillo «Hunger of the Pine» de la banda británica de rock indie Alt-J.
«4x4» recibió críticas generalmente favorables de los críticos de música contemporánea, que apreciaron su producción y la individualidad en general en comparación con el resto de pistas incluidas en el álbum Bangerz. A pesar de no haber sido lanzado como sencillo, alcanzó el puesto número siete Corea del Sur, el puesto cincuenta y seis en Países Bajos y el cuarenta y uno en la lista de Billboard Pop Digital en Estados Unidos. La primera vez que Cyrus interpretó la canción en vivo fue durante su episodio de MTV Unplugged, en enero de 2014, y también la ha interpretado durante su Bangerz Tour. En agosto de 2014, Ubisoft reveló que la canción aparecería en el videojuego de baile Just Dance en su edición de 2015.

## Antecedentes y composición
El 10 de septiembre de 2013 se anunció que el cantante Nelly aparecería en el álbum Bangerz cuando su lista de canciones fue confirmada. La colaboración fue escrita por Cyrus, Nelly y Pharrell Williams; fue producido por el último y mezclado por John Hanes. Andrew Coleman fue el encargado de arreglar, grabar y editar la canción con la ayuda de Todd Hurtt y Matthew Desrameaux; más tarde fue mezclado por Serban Ghenea. Nelly comentó que la pista es una mezcla de elementos de la música pop, hip hop, y música country, y explicó que «se trata de divertirse; una especie de camión 4x4 simboliza la rebeldía... ya sabes [...] tener ganas de ir con los chicos malos». Agregó que Cyrus «realiza un poco de rap» en la canción, que a su criterio es la nueva forma en la que Cyrus trata de expresarse.

## Recepción crítica

Heather Phares, del sitio web Allmusic, describió a la canción como una pista improbable pero entretenida de country rap.

Posteriormente al lanzamiento del álbum Bangerz, la canción recibió críticas positivas por parte de los críticos contemporáneos. Jason Lipshutz de la revista Billboard escribe en su reseña: «Nelly no ha tenido reparos en colaborar con estrellas Nashville, y mientras que Miley Cyrus de ninguna manera es una artista country, que bien podría serlo con "4x4", una pista hoedown rítmica sobre una "mujer rebelde" [...] El aparentemente simple arreglo va cambiando en el oyente después escucharlo varias veces, felicitaciones a Cyrus, Nelly y al coescritor Pharrell Williams por ver a través de esto un concepto curioso». Jim Farber de Daily News describe en su reseña a la canción como una de las mejores pistas hip hop sureñas. Además escribe que la canción «ofrece una participación de rapero Nelly, que monta el ritmo con una musicalidad y con una comodidad que no se puede igualar». Mariah Eakin de The A.V. Club opinó que su producción «progresista» era similar en escala a «la era de Matthew Herbert», y comentó que su contenido lírico tiene una cierta referencia a la pareja de famosos criminales Bonnie y Clyde. Kyle Fowle de Slant Magazine comentó que Cyrus «explora las ideas de la feminidad con un toque siniestro, pero determinado» al asumir la posición de la "otra mujer" como en la canción «Before He Cheats» de Carrie Underwood. En diciembre de 2014 el portal digital PopLine, en su edición brasileña, realizó una lista de las 19 canciones que debieron haber sido un hit en 2014, donde «4x4» fue situada en la segunda posición.

## Presentaciones en directo

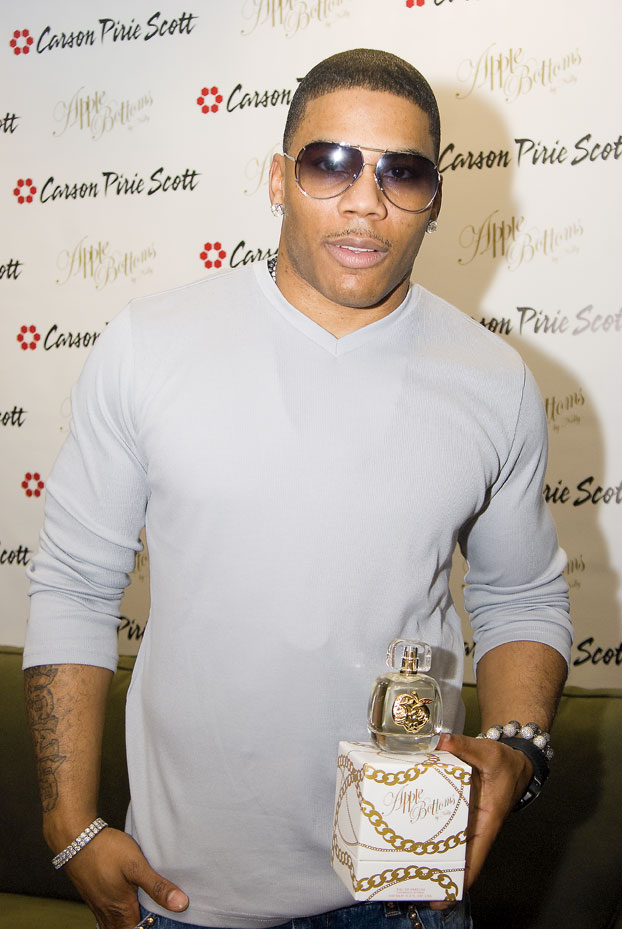
Nelly colaboró en la canción.

La cantante interpretó por primera vez la canción durante el concierto acústico de MTV Unplugged en 2014, estrenado el a través de MTV el 29 de enero de 2014; se realizó una versión acústica de «4x4», entre varias pistas adicionales del álbum Bangerz. Todo el episodio siguió una temática inspirada en la música country; durante la canción «4x4», en particular, Cyrus estaba vestida con un traje a cuadros de color rojo, con una peluca rubia, sombrero blanco, y un bolso de color azul claro, además aparecieron dos bailarines vestidos con un gran traje de caballo. Más tarde ese mismo año, Cyrus interpretó la canción durante su Bangerz Tour (2014). La actuación recibió críticas positivas de los críticos. Blake Hannon elogió la voz de Cyrus y comentó que le gustaba que «4x4» estuviera inspirada en la música country. Cyrus volvió a interpretar la canción el 9 de mayo de 2014 durante su presentación en el club londinense G-A-Y. Durante la presentación de Cyrus en el Summertime Ball llevado a cabo en el Estadio Wembley, Londres el 21 de junio de 2014, presentó la canción frente a 80 000 personas. La cantante volvió a interpretar la canción durante el concierto benéfico "No Adult Swim Party" en Nueva York, esta vez con una estética de mariposa en mayo de 2015.

## Vídeo Musical
El 2 de julio de 2014, la directora creativa de videos musicales Diane Martel, confirmó en una entrevista para la revista Billboard que el vídeo musical de la canción sería dirigido por ella y lanzado en el verano de ese mismo año, sin embargo, por motivos desconocidos la producción del vídeo fue cancelada.

## Listas de popularidad

### Semanales
| País (Lista 2013)                  | Mejor posición |
| ---------------------------------- | -------------- |
| Canadá (Digital Songs)             | 64             |
| Corea del Sur                      | 7              |
| Estados Unidos (Pop Digital Songs) | 41             |
| Países Bajos                       | 56             |
| Países Bajos (Media Markt Top 40)  | 15             |

## Historial de lanzamientos
| País         | Fecha               | Formato          | Ref.  |
| ------------ | ------------------- | ---------------- | ----- |
| Países Bajos | 13 de enero de 2014 | Descarga digital | [ 2 ] |

## Créditos y personal
- Miley Cyrus: Voz principal y composición
- Pharrell Williams: Productor y composición
- Nelly: Voz y composición
- John Hanes: Ingeniero de mezclas
- Andrew Coleman: Arreglos musicales y masterización
- Matthew Desrameaux y Todd Hurtt: Asistentes

Fuente: Discogs